# 加拿大法律
加拿大法律系统建基于英国的普通法系统，继承作为前英国殖民地，后为英联邦国家中联邦王国的成员。该法律系统有双管辖权，因为公法（包括刑事）和私法的责任分离及分别由国会和省份执行。然而， 魁北克省仍然保留了欧陆法系统中的私法事项（这一领域的专属管辖权全在省份）。
这两个法律系统都受到加拿大宪法的约束。 联邦政府对某些专有领域，以及省份之间的所有事项和争议拥有排他的管辖权，并只经由国会管治。 这一般包括省际运输 (铁路、航空和海洋运输)，以及省际贸易和商务（一般有关能源、环境、农业）。起源于英国普通法，刑法范围专属于联邦管辖权。 大多数的刑事檢控，根据刑法，由省级律政廳长提出。

## 加拿大宪法

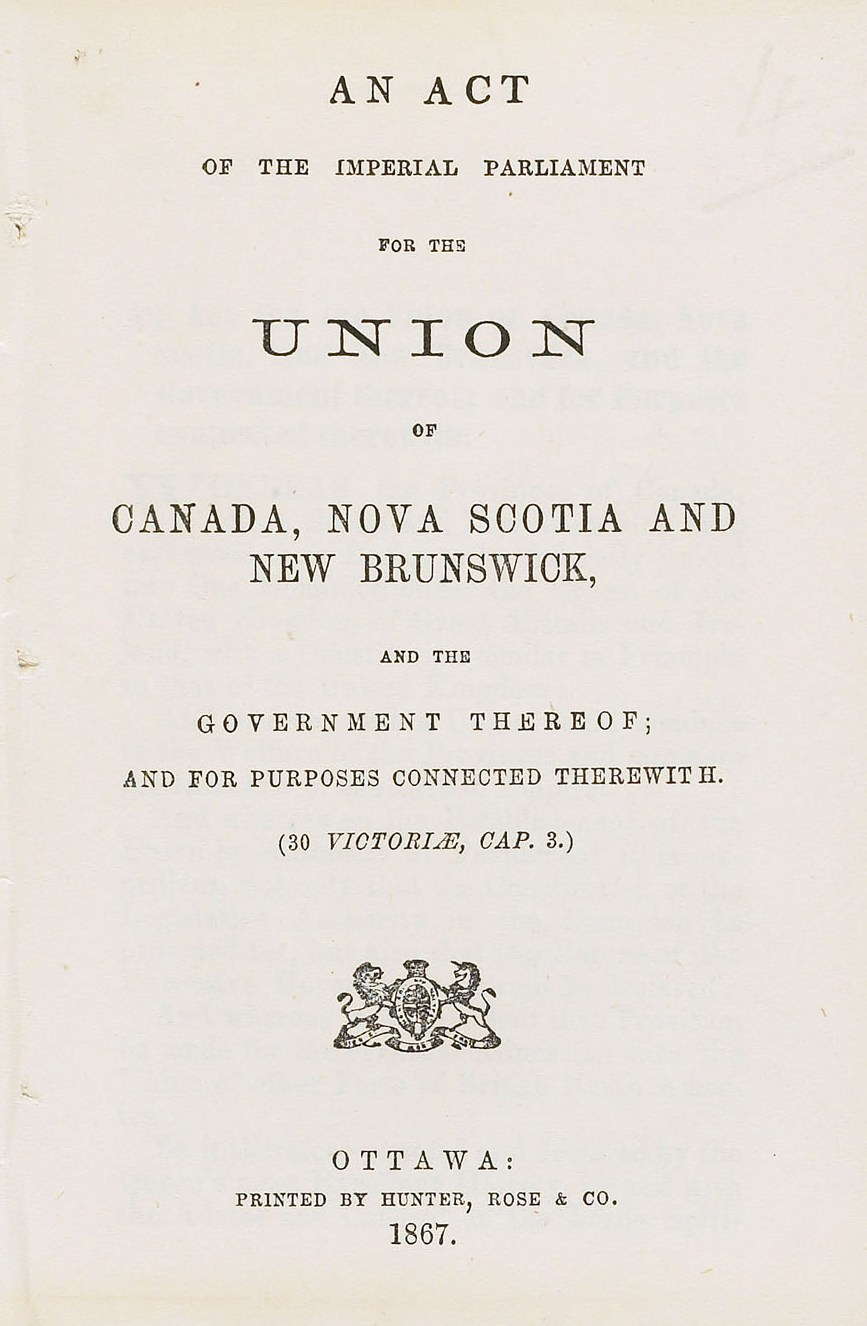
《1867年宪法法令》封面

加拿大宪法为最高法。所有和宪法不一致的联邦、省份、或地区法均为失效。
《1982年宪法法令》规定加拿大的宪法包括该法（最著名的《1867年宪法法令》），根据其附表中一系列三十部法律和法令，及其所有修订本。然而，加拿大最高法院已决定此附表并没有包括全部的意图，及在1998年《關於魁北克分離權的轉介》（Reference re Secession of Quebec）中列出四项「辅助原则及规条」，包括不成文宪法元素: 联邦制、民主、宪制、法治、及尊重少数族裔。当此等原则为加拿大宪法中可予执行的部份，加拿大法院并没有使用其凌驾成文宪法，而只局限其角色为「填补差距」。